# Alluaudia dumosa
Alluaudia dumosa is een vetplant die endemisch is in Madagaskar. Ze werd door Emmanuel Drake del Castillo  beschreven in 1901 onder de naam Didierea comosa. In 1903 herplaatste Drake del Castillo de plant in Alluaudia.

## Beschrijving
Alluaudia dumosa groeit in het begin als een rechtopstaande struik, maar later gaan de takken naar beneden hangen en uiteindelijk worden kenmerken van een boom zichtbaar. Ze kunnen een groeihoogte van 2 tot 6 meter bereiken. De dikke vlezige takken zijn met kleine, verspreid voorkomende zwarte doornen bezet. De vlezige bladeren zijn bijna cilindervormig en vallen snel af. Ze worden 5 tot 10 millimeter lang en 2 tot 3 millimeter in diameter. De witte bloemen worden tot 5 centimeter groot en de vruchten hebben een langwerpige vorm.

## Verspreiding
De soort komt voor in het zuidoosten van Madagaskar, in het gebied tussen Ambovombe en Ampanihy.
... · 
A. ascendens · 
A. comosa · 
A. dumosa · 
A. procera · 
...